# Église (organisation)
Pour les articles homonymes, voir Église.
Une Église est une organisation qui regroupe des chrétiens dans une ou plusieurs régions du monde.

## Étymologie
Le mot « église » vient du latin ecclesia, issu du grec ἐκκλησία / ekklēsía, « assemblée », lui-même issu du verbe ἐκκαλέω / ekkaléô, « convoquer, appeler au-dehors ». Les chrétiens latinophones ont adopté le terme sous la forme ecclesia.
Dans la Septante, version grecque de la Bible hébraïque datant du IIe siècle av. J.-C., le mot grec ekklesia (église) désigne une assemblée convoquée pour des raisons religieuses, souvent pour le culte.
Dans cette traduction, le grec ekklesia correspond toujours à l'hébreu qahal qui est cependant parfois aussi traduit par synagôgè (synagogue). Pour le judaïsme du premier siècle, ekklesia évoque immédiatement la synagogue, à comprendre comme l'assemblée de Dieu. Les mots « église » et « synagogue » étaient ainsi deux termes synonymes. Ils ne prendront un sens différent que parce que les chrétiens s'approprieront le mot église, réservant celui de synagogue aux assemblées des juifs qui refusent le christianisme et dont ils se distinguent de plus en plus clairement.
Autre que l'Église en tant qu'institution universelle, le mot s'écrit avec une majuscule y compris au pluriel quand il désigne une ou des organisation(s), contrairement à l'église, lieu de culte qui désigne à partir du IIIe siècle le bâtiment où une communauté se réunit.

## Origines
Le terme Église n’est employé que deux fois dans les Évangiles, deux occurrences qui se trouvent en Matthieu. Jésus dit à Simon-Pierre : « Et moi, je te dis que tu es Pierre, et que sur cette pierre je bâtirai mon Église, et que les portes du séjour des morts ne prévaudront point contre elle. » (Matthieu 16:18). Dans un autre passage de Matthieu, l'Église est la communauté des croyants en Jésus-Christ à laquelle on appartient : « S'il refuse de les écouter, dis-le à l’Église; et s'il refuse aussi d'écouter l’Église, qu'il soit pour toi comme un païen et un publicain. » (Matthieu 18:17).
Le terme église est beaucoup plus fréquent dans les autres textes du Nouveau Testament, où, de façon concordante avec l’usage qui en est fait dans l’Évangile de Matthieu, il désigne parfois les communautés locales, parfois l’Église dans son ensemble. Si le terme ekklesia est très fréquent dans les Actes, les épîtres et l'Apocalypse, son emploi ne s'y répartit pas régulièrement. Dans les sections dont il est absent, il peut néanmoins être question de l'Église avec d'autres mots. Par exemple le mot ekklesia est totalement absent des quatorze premiers chapitres de la Lettre aux Romains où il est toutefois beaucoup question des « appelés » (κλήτοι, klêtoï), les « bien-aimés de Dieu », idée qui renvoie à celle d'Église comme l'assemblée à laquelle on se rend parce qu'on y est convoqué. Par ailleurs, toujours sans employer directement le terme ekklesia, il peut aussi être question de l'Église au moyen d'images traditionnellement employées dans la Bible pour désigner le peuple de Dieu, notamment celle de la vigne du Seigneur, particulièrement développée dans l'Évangile selon Jean.
L'Église, dans son sens premier, est, dans le christianisme, l'assemblée des croyants. Le Nouveau Testament l'emploie aussi bien pour désigner une communauté locale que l'ensemble des croyants dans le Christ.
Le Nouveau Testament ne laisse pas identifier de façon unilatérale ce qui était, dans la foi des communautés où il a progressivement été rédigé, le moment de la naissance de l'Église. Telles que les choses se présentent dans le Nouveau Testament, il est très rarement question de l'Église dans les Évangiles, qui font plutôt le récit de la vie terrestre du Christ, tandis que le temps de l'Église commence avec les Actes des Apôtres, qui sont comme la seconde partie de l'Évangile selon Luc et commencent par les récits de l'Ascension et de la Pentecôte. Ainsi, certains théologiens situent son début à la résurrection de Jésus, à Pâques et d'autres à la Pentecôte.
Il est possible de considérer que l'Église naît dans la Pâque du Christ, lorsqu'il passe de ce monde à son Père. Les Pères de l'Église diront en ce sens que l'Église est née du côté du Christ, dans le sommeil de la mort, comme Ève est née du côté d'Adam pendant son sommeil, tel que le raconte le Livre de la Genèse. Avec l'Évangile selon Jean, il est aussi possible d'envisager que l'Église naît lorsque le sang et l'eau jaillissent du côté transpercé du Christ en croix : le sang est le sacrifice du Christ, tandis que l'eau symbolise le baptême ou le don de l'Esprit qui est la vie de l'Église. Ce don de l'Esprit Saint est aussi figuré par le récit de la Pentecôte dans les Actes des Apôtres (Ac 1,8), de sorte que la Pentecôte se présente dans la tradition chrétienne un peu comme la date de naissance officielle de l'Église. Il s'agit du moins de sa confirmation : l'Église reçoit l'onction, la marque de l'Esprit qui scelle sa naissance dans la mort et la résurrection du Christ. C'est le moment où elle commence sa mission avec la première manifestation publique des apôtres.

## Histoire
Au départ, l'organisation des communautés locales est surtout centrée sur les anciens (presbyteroi ou presbytres), les diacres, au service de la charité, et les épiscopes ou évêques (surveillants), même si les contours des différentes fonctions sont difficiles à tracer précisément.
Puis l'Épître aux Éphésiens énumère la présence de cinq ministères : apôtre, prophète, évangéliste, pasteur et enseignant.
Les fonctions se spécialisent, notamment le ministère de la prédication. L'épiscopat se constitue en Asie Mineure vers la fin du Ier ou au début du IIe siècle, comme en témoigne Ignace d'Antioche qui réclame aux communautés la soumission à l'épiscope « qui tient la place de Dieu lui-même », et supplante progressivement le modèle collégial. En 325, au Premier concile de Nicée, une structure hiérarchisée apparait avec un seul évêque dirigeant une province qui compte des presbytres, désormais apparentés à des prêtres ou pasteurs, et des diacres.

### Les Églises de la Pentarchie
Il n'y a pas « d'Église » au sens contemporain du terme avant l'institutionnalisation formelle à laquelle procède Constantin le Grand ; institutionnalisation cependant déjà amorcée par des évêques intéressés par la politisation des structures ecclésiales, en témoignent les résultats du Concile d'Elvire (305-306). En effet, le christianisme est d'abord constitué de communautés locales considérées comme plus ou moins hérétiques par le judaïsme à partir de la phase de Yavné. Quand elles s'organisent, il n'y a pas « l'Église » mais l'assemblée locale autour de ses anciens presbyteroi et de son episcopos. Ce sont des écoles de pensée imitant les écoles de philosophie grecques dont le nom propre est « aeresis » (voir l'étymologie dans hérésie).
L'idée de l'unité d'une Église primitive, avec des « hérésies » qui seraient venues après, reste une doctrine propre au centralisme catholique. Walter Bauer affirme que les hérésies sont historiquement à la source même du christianisme, mais cette thèse est contestée,.
Au IVe siècle, au moment de la crise arienne, on trouve des organisations comprenant épiscopes et presbytres plus ou moins importantes en Orient (Nicomédie puis Constantinople, Césarée-Antioche, Tyr, Alexandrie, Rome, Cordoue). Chacune d'entre elles est indépendante des autres comme le montre la convocation de Constantin pour le concile de Nicée faite à toutes les Églises.
À la suite du concile d'Éphèse de 431, qui condamne les thèses de Nestorius, l'Église de l'Orient se sépare de l'Église impériale. Les Églises d'Arménie, de Syrie Syriaque et d'Égypte Copte, les Églises des trois conciles, prennent la même décision à la suite des positions christologiques du concile de Chalcédoine de 451.
Jusqu'au schisme de 1054, le reste du monde chrétien est organisé autour de cinq Églises ou Patriarcats, d'origines apostoliques, qui constituent la Pentarchie. Il s'agit de :
- l'Église de Rome
- l'Église de Constantinople, affaiblie par le schisme de l'Église arménienne et l'avancée des Turcs
- l'Église d'Alexandrie, affaiblie par le schisme de l'Église copte et sous domination musulmane
- l'Église d'Antioche, affaiblie par les schismes des Églises perse et syrienne et sous domination musulmane
- l'Église de Jérusalem, sous domination musulmane

Jusqu'au VIIIe siècle, l'empereur décide de la convocation des conciles et de l'application du droit ecclésiastique ou droit canonique tandis que les fidèles et les prêtres puis les prêtres seulement, puis les prêtres et les autres évêques élisent l'évêque.
La situation change en Occident à partir de la dotation d'un pouvoir temporel à l'évêque de Rome par Charlemagne.

## Définition

### Catholicisme
Dans le catholicisme, l’Église catholique de Rome avec une administration centralisée au Vatican est la représentation de l’Église. La gestion de l’Église est assurée par sa hiérarchie, soit le pape, les évêques et le clergé séculier. Elle est organisée en archidiocèses, diocèses et paroisses locales.

### Christianisme orthodoxe
Dans le christianisme orthodoxe, l’Église orthodoxe rassemble les Églises autocéphales qui choisissent leur propre primat. Du fait de son rayonnement ou de son importance historique, une Église autocéphale peut porter le titre de patriarcat ou d’archevêché et ainsi être dirigée par un patriarche ou un archevêque. Les Églises autonomes ont un archevêque.

### Protestantisme
Dans le protestantisme, l'Église universelle est représentée par les églises locales, paroisses et synodes, affilée aux églises nationales et aux organisations internationales, soit parmi les principales, la Communion anglicane, la Fédération luthérienne mondiale, la Communion mondiale d'Églises réformées et le Conseil méthodiste mondial. La gestion de l’Église est assurée par les ministres, soit les évêques, les  pasteurs, diacres.

### Christianisme évangélique
Dans le christianisme évangélique, l'Église évangélique locale est l'organisation qui représente l'Église universelle, et est vue par les évangéliques comme le corps de Jésus-Christ. La gestion des Églises est assurée par les ministres, soit les évêques, les  pasteurs, diacres, du conducteurs de louange et de l’évangélistes. La gouvernance dans les églises évangéliques est majoritairement congrégationaliste et plus rarement de type épiscopalien dans certaines confessions. De nombreuses églises sont membres de confessions chrétiennes évangéliques et adhèrent à une confession de foi commune et des règlements,. Certaines confessions sont membres d'une alliance nationale d'église de l’Alliance évangélique mondiale.

## Doctrines

### L'Église comme mystère
Dans ses lettres, Paul présente l'Église comme un objet de foi : « un mystère, autrefois caché en Dieu mais aujourd'hui en partie réalisé ». L'apôtre emploie fréquemment l'expression « Église de Dieu » qui indique que c'est Dieu lui-même qui la constitue. Paul a développé une compréhension très christologique de l'Église. À sa suite, l'Église en son mystère se présente toujours en rapport avec celui du Christ. L'apôtre décrit les rapports entre le Christ et l'Église avec les termes « par », « selon », « avec » et « en ». Ainsi, l'Église n'est pas seulement « avec le Christ », mais elle est aussi « par lui » et « en lui ». Le début de l'épître aux Éphésiens récapitule ce mystère de l'Église et du Christ :

« Béni soit le Dieu et Père de notre Seigneur Jésus-Christ, qui nous a béni de toutes bénédictions spirituelles, dans les régions célestes, en Christ. C'est ainsi qu'il nous a choisis en lui avant la fondation du monde, pour être saint et irréprochable dans l'amour, nous ayant prédestiné à être pour lui des fils adoptifs par Jésus-Christ selon le bon plaisir de sa volonté à la louange de gloire de sa grâce dont il nous a gratifié dans le Bien-aimé. C'est en lui que nous avons le rachat par son sang, la rémission des fautes, selon la richesse de sa grâce, qu'il a fait abonder pour nous en toute sagesse et prudence, nous faisant connaître le mystère de sa volonté que, selon son bon plaisir, il s'était proposé en lui pour le dispenser dans la plénitude des temps, à savoir : rassembler toutes choses dans le Christ, ce qui est aux cieux et ce qui est sur la terre. C'est en lui encore que nous avons été choisis comme son lot, prédestinés que nous étions, selon le dessein de Celui qui accomplit tout selon la décision de sa volonté, pour être, à la louange de sa gloire, ceux qui d'avance ont mis leur espérance dans le Christ. »

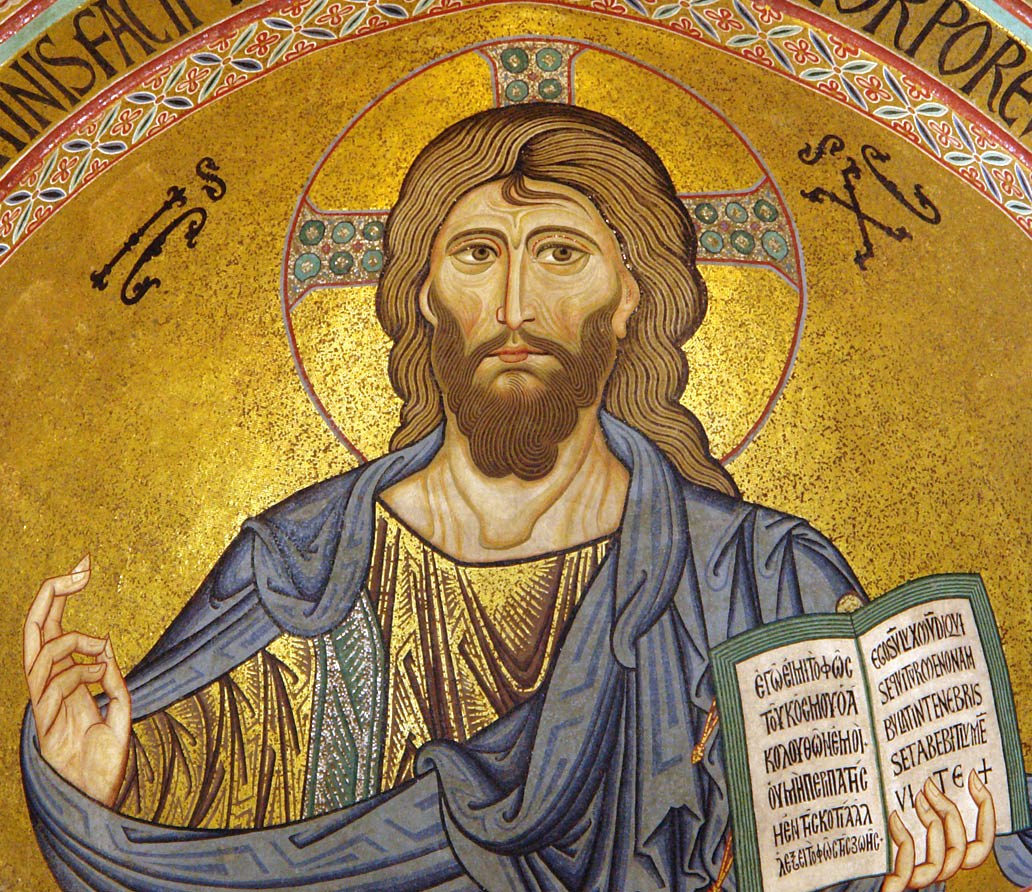
Christ pantocrator, Cathédrale de Cefalù, Italie, XIIe siècle.

Lorsqu'il parle du Christ comme la tête du corps que forme l'Église, Paul affirme que le chef suprême de l'Église est le Christ. Il le dit explicitement dans l'épître aux Éphésiens lorsqu'il évoque la glorification du Christ par Dieu : « Il a tout mis sous ses pieds, et il l'a donné pour Chef suprême à l'Église, laquelle est son corps, la Plénitude de celui qui remplit tout en tout. »

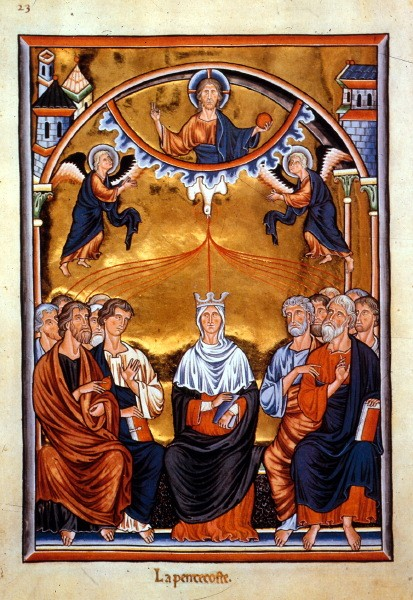
La Pentecôte, miniature du XIIIe siècle, Musée Condé, Chantilly, France.

### Métaphores de l'Église dans la Bible
Dans la perspective du Nouveau Testament, les Écritures attestent que l'Église fondée par Jésus-Christ a été préparée et préfigurée dans le peuple d'Israël. De ce fait, les nombreuses images bibliques qui décrivent la relation de Dieu à son peuple dans l'Ancien Testament seront utilisées pour décrire l'Église comme nouvel Israël. Dans les Évangiles, l'appel de douze apôtres, qui seront à partir de la Pentecôte la toute première Église, est une référence explicite aux douze tribus d'Israël : c'est le peuple qui est appelé parce qu'il est le peuple de Dieu.
Lorsque l'Église est dite en marche, (par exemple en Actes 9, 31), il s'agit d'une référence à la marche du peuple d'Israël dans le désert (Exode). L'Église est aussi comparée à un « petit troupeau », qui représente Israël devenu le moins nombreux de tous les peuples. Cette image du troupeau est notamment suggérée lorsqu'il est question du Christ comme du « bon berger » dans les Évangiles.

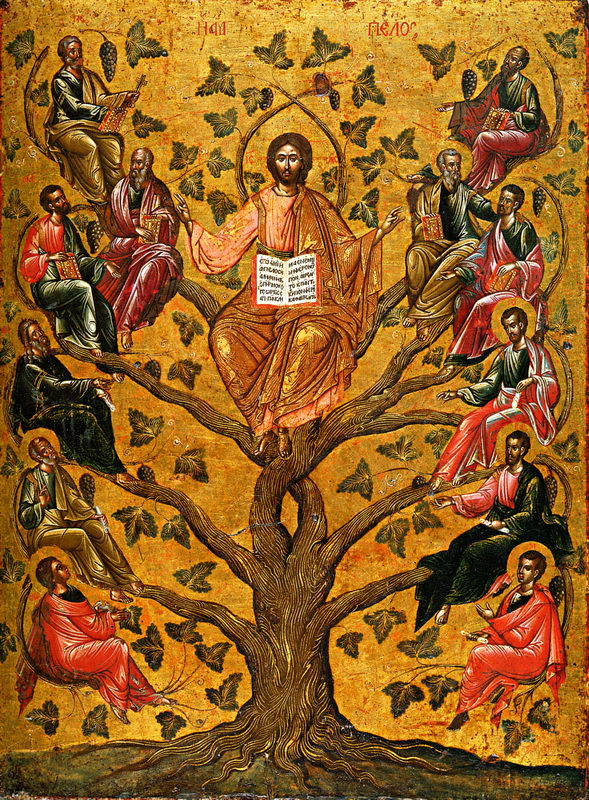
Le Christ, vigne véritable. Athènes XVIe siècle.

L'une des images que le corpus biblique a le plus développées pour parler du peuple d'Israël est celle de la vigne, notamment avec le Psaume 80 ou Isaïe 5. Cette vigne plantée par Dieu croît et est destinée à porter du fruit. C'est une vigne qu'il faut travailler et entretenir, mais aussi une vigne qui occupe et prospère en un espace délimité et précis avec une clôture qui la protège. Dans le psaume 80 le psalmiste qui s'adresse à Dieu demande : « Pourquoi as-tu donc fait des brèches à ses murs, pour que tous les passants la vendangent ? Le sanglier des forêts la ravage et la bête des champs la dévore. » En Isaïe le Chant de la vigne évoque une vigne qu'un ami a entouré de tous les soins et qui ne porte pas de bons fruits, l'ami déclare : « J'enlèverai sa haie et elle sera broutée, j'abattrai sa clôture et elle sera piétinée. J'en ferai une ruine […] Car la vigne du Seigneur, c'est la maison d'Israël et les gens de Judas en sont le plan chéri ». L'image de la vigne est en particulier reprise dans l'Évangile selon Jean où Jésus dit : « Moi, je suis la vigne et mon Père est le vigneron. […] Moi, je suis la vigne et vous les sarments. (Jn 15) », ou encore avec les paraboles sur la vigne et les vignerons homicides dans les synoptiques (Mt 21, etc.).
Dans le registre des métaphores agricoles, il peut aussi être question pour les membres de l'Église de bon grain et d'ivraie, ce qui signifie que faire formellement partie de l'Église n'est pas la garantie de son salut. Selon cette parabole, il n'y a pas à tenter de faire le tri entre les bons et les mauvais à cause du risque que soit jeté du bon grain avec l'ivraie (Mt 13,24s.). C'est Dieu lui-même qui le fera.
L'image de l'Église comme épouse du Christ est proposée dans l'Apocalypse, elle est aussi rappelée chez Paul (2Co 11,2 et Éph 5,25) et dans l'Évangile selon Jean (3,29). Cette image a divers fondements scripturaires, notamment avec le Livre d'Osée dans lequel Dieu parle de son peuple comme d'une épouse qui, après un temps d'amour idyllique, se comporte comme une épouse ingrate et infidèle, qui trompe et se prostitue avec des idoles. Dieu décide de la punir, mais il l'aime toujours et il veut que dans sa détresse son épouse se souvienne du temps où elle était heureuse avec lui : « Alors tout recommencera comme s'il ne s'était rien passé, ce seront de nouvelles fiançailles « dans la justice, le droit, la fidélité la miséricorde et la sincérité (2,21) » ». L'image de la relation nuptiale entre Dieu et son peuple est un classique des écriture. Elle est aussi développée par Jérémie, Ézéchiel et Isaïe. Dans le nouveau Testament, le symbole du mariage entre Dieu et son peuple étant appliqué aux relations entre Jésus et L'Église, la tradition chrétienne développera ce symbole avec ferveur. La mystique chrétienne poussera l'image en avant, appliquant l'idée d'une relation d'amour conjugal non seulement entre le Christ et l'Église mais aussi au niveau individuel entre l'âme fidèle et son sauveur. Les mystiques se référent aussi largement pour cela au livre du Cantique des Cantiques.
En divers passages du Nouveau Testament, l'Église est quelque chose qui se bâtit ou se construit. La métaphore d'Église comme construction est en premier lieu ce qui justifie le nom donné à Simon par Jésus : « tu es Pierre et sur cette pierre je bâtirai mon Église. » La métaphore de la construction a aussi été fréquemment employée dans les lettres de Paul. S'adressant à ceux de l'Église de Corinthe, il leur dit : « Nous sommes les communs ouvriers de Dieu, vous êtes le champ de Dieu, la bâtisse de Dieu (1 Co 3,9). » ; « Celui qui parle en langue se bâtit lui-même, celui qui prophétise bâtit l’Église. (1 Co 14,4) » ; et encore : « La science gonfle, alors que l'amour bâtit (1 Co 8,1). »
Dans les épitres de l’apôtre Paul, l'Église est comparée à un corps, notamment dans la Lettres aux Éphésiens au chapitre 1 et la lettre aux Corinthiens chapitre 12. Ce symbole représente l'unité organique des divers membres de l'Église : « De même en effet que le corps est un, tout en ayant plusieurs membres, et que tous les membres du corps, en dépit de leur pluralité, ne forment qu'un seul corps, ainsi en est-il du corps du Christ. Aussi bien est-ce en un seul Esprit que tous avons été baptisés en un seul corps, Juifs, Grecs, esclaves ou hommes libres, et tous nous avons été abreuvés d'un seul Esprit. (1 Co 12,12-13.) »
D'autre thèmes présents dans l'Ancien Testament mais qui ne sont pas explicitement repris dans le Nouveau Testament pour parler de l'Église, l'ont été ensuite par les pères de l'Église et après. Notamment celui de l'Église comme « arche de salut » tiré de l'épisode du déluge et de la construction de l'arche dans le Livre de la Genèse.

## Églises et sectes
Selon la typologie webero-troeltschienne dévellopée au XIXe siècle, par les sociologues Max Weber et Ernst Troeltsch, il y aurait des modèles classifiant les mouvements chrétiens : ces idéaux types « Église » ou « Secte » sont schématiques et n'ont de sens que l'un par rapport à l'autre. Les points essentiels d'une Église dans cette typologie sont son caractère universaliste, l'existence d'un clergé ; ainsi que son attitude par rapport à la société.
En France en 2008, les associations antisectes, les commissions parlementaires et les missions du gouvernement disent étudier le comportement d'un groupe vis-à-vis de ses membres au cas par cas plutôt que d'analyser les préceptes du groupe (ce qui équivaudrait à une évaluation objective des actes plutôt que des croyances). Divers critères sont employés pour cette étude :
- la manipulation mentale des adeptes, qui est toujours présente dans les cas de dérives sectaires,
- l'organisation pyramidale et la centralisation du pouvoir aux mains d'une personne avec autorité charismatique, comme un gourou, ou d'un collège restreint de dirigeants,
- l'extorsion de fonds,
- le fait que la doctrine se présente comme exclusive,
- la rupture avec l’environnement d’origine,
- l’existence d’atteintes à l’intégrité physique,
- l’embrigadement des enfants,
- le discours antisocial,
- les troubles à l’ordre public,
- les démêlés judiciaires.

Elle est l'alternative sociale de la religion qui prend sa place au milieu des institutions profanes. Pour Troeltsch, « L'Église est une organisation religieuse qui reconnaît la force de la société au sein de laquelle elle existe. C'est pourquoi elle envisage le monde comme nécessaire, car cette coexistence peut lui permettre de la gagner à la religion. D'une part elle ne renonce pas à faire des efforts pour influencer le monde. D'autre part elle ne perd pas sa position en s'opposant directement au pouvoir séculier existant ».

## La place des Églises dans la société
À partir des XIXe et XXe siècles, le statut et le rôle des Églises surtout catholique et orthodoxes sont remis en cause dans la société, dont la sécularisation s'exprime par le recul du religieux à travers la laïcisation et la déchristianisation.
La laïcisation « s'est traduite par une perte de contrôle des Églises sur un certain nombre d'institutions politiques, éducatives ou d'assistance sociale et par la revendication de normes non religieuses dans les comportements, dans l'éthique sexuelle par exemple. Cette laïcisation s'exprime soit par le moyen d'une reconnaissance juridique, comme dans la séparation entre l'Église et l'État, soit le plus souvent par une simple régression de fait de l'influence du sacré sur la vie sociale : les grands moments de la vie collective (fêtes, rites de passage) ou privée (mariage, enterrement, etc.) se déroulent de plus en plus à l'écart de toute validation religieuse… La déchristianisation est attestée aussi bien par la baisse du taux de pratique religieuse que par l'érosion symbolique des sacrements. Les Églises, victimes souvent de crises de recrutement, se sont repliées dans un domaine réservé, privé, purement spirituel, et de plus en plus inopérant historiquement. La décléricalisation a entraîné un affaiblissement du pouvoir et du prestige de la classe sacerdotale, au profit de clercs chargés de la transmission et du contrôle d'une culture rationalisée et non plus sacrée (corps professoral, technocrates, journalistes). La déconfessionnalisation, surtout dans le christianisme, a atténué l'identité dogmatique et rituelle des différentes confessions (catholicisme, protestantisme, orthodoxie) sans pour autant que cet œcuménisme participe à une reviviscence des pratiques religieuses ». Ce mouvement ne doit pas masquer le fait que l'Église est marquée par une tension permanente et multiple entre les mouvements de désacralisation et de resacralisation, comme l'atteste la multiplicité contemporaine des formes de recharge sacrale…

## Critiques
Dans le milieu du XXe siècle, certains exégètes ont remis en question la déclaration de Jésus à Pierre sur l’établissement de l’Église dans Matthieu 16:18, comme l'enseignement et la pratique de ce dernier s'inscrivaient dans le cadre des synagogues locales et du Temple de Jérusalem. Selon eux, rien dans les Évangiles ne permettrait d'affirmer que Jésus a fondé ou voulu fonder sa propre communauté religieuse.